# Birgitta Ejve
Birgitta Maria Ejve, född 3 maj 1929 i Stockholm, död 30 november 2016, var en svensk barn- och ungdomspsykiater.
Ejve, som var dotter till medicine licentiat Leslie William-Olsson och Birgit Ekström, avlade studentexamen i Stockholm 1948, blev medicine kandidat vid Karolinska Institutet i Stockholm 1950 och medicine licentiat där 1956. Hon var vikarierande underläkare vid pediatriska, epidemi- och barnpsykiatriska avdelningar på olika sjukhus 1953–1957, förste underläkare vid barnpsykiatriska avdelningen på Kronprinsessan Lovisas barnsjukhus 1957–1958, biträdande läkare inom Stockholms stads psykiska barna- och ungdomsvård från 1958 och överläkare på dess rådgivningscentral i Vällingby 1977.